# Marcellino di Ancona
Marcellino (Ancona, ... – Ancona, VI secolo) è stato un vescovo italiano, venerato come santo dalla Chiesa cattolica.
Il martirologio romano riporta la leggenda, tramandata per iscritto dal papa San Gregorio Magno, secondo cui il vescovo di Ancona, nel VI secolo, salvò la propria città da un incendio.

## La biografia di Antonio Leoni
Nella sua "Istoria d'Ancona, capitale della Marca Anconitana" l'Abate Antonio Leoni così racconta la storia di San Marcellino:
Consistè questa in un furibondo incendio, che non curato sulle prime, con l'ajuto degl'impetuosi Aquiloni invalse in modo che parte umana non fu più capace a porgli freno; anzi con tutto il furore minacciava dare alla Città tutta, fra le proprie ceneri, il sepolcro.»
Di questo Santo ne parlano tutti gli Scrittori Anconitani, il Martirologio Romano, e sopra tutti Filippo Ferrari di cui ne riporto il testo: cum Civitas Anconitana incendio misere conflagraret, quod eo magis crescebat, quo magis extinguere conabantur; Anconitani ad Sanctum Episcopum , quem Deo charum, mirabiliaque fecisse sciebant confugiunt, orantque ut urbi incensae subveniat, ecc..
Circa poi agli altri prodigi operati, dopo la sua gloriosa morte, ne parla in questi termini: cum autem ex hac vita S. Marcellinus decessisset, corpusque illius ad S. Cyriacum Urbis Patronum conditum esset, multis claruit miraculis, ex quibus pauca narrare non piget: dopo le quali parole, fa il racconto de' seguenti prodigi operati, e grazie compartite.
Un nobile Anconitano privo di vista, condotto alla tomba di S. Marcellino, nel giorno della di lui festa, ed al Santo con viva fede raccomandatosi riacquistò la luce.
Sotto il Vescovato di Tommaso - successore di Marcellino - incendiossi nuovamente con furore la città; fu portato nel luogo incendiato il riferito libro di S. Marcellino, ed il fuoco sul momento cessò. Questi, ed altri prodigi furono operati dal Santo, siccome può vedersi presso lo Speciali, pag. 140.»

## Culto
Attualmente le spoglie di San Marcellino sono conservate in un'urna in diaspro tenero di Sicilia donata da papa Benedetto XIV in occasione della ricognizione del secolo XVIII collocata nella Cripta dei Protettori della Cattedrale di S. Ciriaco di Ancona (a sinistra rispetto all'ingresso principale), così detta perché contiene le spoglie dei santi patroni della città.
È commemorato il 9 gennaio; il Martirologio romano lo ricorda con queste parole:
(Dal sito Santi e Beati)